# Heteromeringia luzonica
Heteromeringia luzonica är en tvåvingeart som beskrevs av Frey 1928. Heteromeringia luzonica ingår i släktet Heteromeringia och familjen träflugor. Inga underarter finns listade i Catalogue of Life.